# Steven Universe Future
Steven Universe: Future é um epílogo da série animada "Steven Universo" criado por Rebecca Sugar para o Cartoon Network. Ele serve como uma continuação para a série original e seu seguinte filme de animação de 2019, Steven Universo: O Filme. A serie estreou em 7 de dezembro de 2019 e foi concluída em 27 de março de 2020. No Brasil estreou em 28 de dezembro de 2019 e foi finalizado em 4 de dezembro de 2020. Já em Portugal, a temporada foi toda lançada em 17 de setembro de 2021 no HBO Portugal.
A série se concentra nas consequências dos eventos de Steven Universo, onde humanos e Gems coexistem em harmonia após o fim da guerra entre as Crystal Gems e o Planeta Natal. Sem as ameaças dos diamantes ou joias corrompidas, Steven deve lidar com os desafios diários que ainda vêm com sua vida agora relativamente pacífica e questionar seus novos objetivos de vida.
Como a série original, Steven Universe: Future foi aclamado pela crítica, com o design, música, dublagem, caracterização e destaque de temas LGBT sendo elogiados de forma semelhante; O futuro foi escolhido por abordar os problemas que alguns tiveram com a série original, por sua escolha única de se concentrar nas consequências do clímax da história principal e por promover a conscientização da saúde mental por meio do tratamento da experiência de Steven com trauma psicológico.

## Premissa e sinopse
A série se passa após os eventos de Steven Universo: O Filme, que se passa dois anos após o final da série Steven Universo "Change Your Mind". Em "Change Your Mind", o protagonista adolescente Steven persuadiu as Diamantes, os governantes do império intergaláctico Gem, a cessar seus métodos abusivos e imperialistas e a curar as monstruosas Gems corrompidas que ameaçavam o planeta Terra. Agora, Steven e seus amigos e familiares, as Crystal Gems, construíram o Little Homeworld, uma comunidade na Terra onde humanos e Gems podem viver em harmonia. Steven agora dedica seu tempo a convidar Gems para vir para "Little Homeschool", e educar aqueles que o fazem sobre como encontrar seu novo lugar na galáxia.
Steven Universo Futuro segue a vida cotidiana de Steven tentando ajudar Gems a encontrar um novo propósito; também retrata as decepções que ele enfrenta com sua nova vida, incluindo a compreensão de que há coisas que ele não pode consertar e seus próprios sentimentos de falta de objetivo depois de libertar com sucesso o império Gem. Ele confronta velhos inimigos em busca de vingança, tenta dominar um novo poder que não entende totalmente e é desafiado a decidir o que deseja para seu próprio futuro.

## Produção

### Músicas
O tema de abertura, "Steven Universe Future", é uma nova versão da canção "Happily Ever After" (Felizes pra Sempre) de Steven Universo: O Filme, substituindo "We Are the Crystal Gems" (Nós Somos as Crystal Gems) da série original. Os principais dubladores do show, Zach Callison, Estelle, Michaela Dietz e Deedee Magno Hall, que realizaram a abertura da série original e "Happily Ever After" no filme, interprete Steven Universe Future ao lado de outros membros do elenco Jennifer Paz, Shelby Rabara e Uzo Aduba.
No Brasil, João Victor Granja, Mariana Féo, Sylvia Salustti e Márcia Coutinho retornam para a nova abertura junto com Analu Pimenta, Gabriela Medeiros e Nina Joh.

### Representatividade LGBT
A série tem personagens não binários antigos como Shep, o interesse romântico de Sadie e mostra um personagem, Bismuto, que tem uma queda por outra personagem no episódio "Bismuth Casual". No mesmo ano, um storyboarder da série afirmou que Peridot era assexual e aromântica, apesar de suas reservas de que ela é apenas uma criadora secundária na série, agradando os fãs, embora ela dissesse que não acreditava Peridot era autista. Antes (e depois desse ponto), os fãs enviaram Peridot com vários outros personagens, especificamente Lápis Lazuli e Ametista, alguns críticos até vendo Peridot e Lápis em um "relacionamento íntimo e amoroso" em 2018.

## Elenco e personagens
Ver Artigo Principal: Lista de personagens de Steven Universo Futuro
| Personagens              | Voz · Estados Unidos   | Voz · Brasil           | Voz · Brasil           | Voz · Portugal         | Voz · Portugal         |
| Personagens              | Voz · Estados Unidos   | Diálogos               | Canções                | Diálogos               | Canções                |
| Personagens Principais   | Personagens Principais | Personagens Principais | Personagens Principais | Personagens Principais | Personagens Principais |
| ------------------------ | ---------------------- | ---------------------- | ---------------------- | ---------------------- | ---------------------- |
| Steven Universo/Universe | Zach Callison          | André Marcondes        | João Victor Granja     | Sissi Martins          | Sissi Martins          |
| Ametista                 | Michaela Dietz         | Flávia Fontenelle      | Mariana Féo            | Marta Mota             | Marta Mota             |
| Pérola                   | Deedee Magno Hall      | Sylvia Salustti        | Sylvia Salustti        | Isabel Queirós         | Isabel Queirós         |
| Garnet/Granate           | Estelle                | Marcia Coutinho        | Marcia Coutinho        | Raquel Rosmaninho      | Raquel Rosmaninho      |
| Recorrentes Principais   |                        |                        |                        |                        |                        |
| Greg Universo/Universe   | Tom Scharpling         | Milton Parisi          | Milton Parisi          | Rodrigo Santos         | Rodrigo Santos         |
| Connie Maheswaran        | Grace Rolek            | Christiane Monteiro    | Christiane Monteiro    | Joana Carvalho         | Joana Carvalho         |
| Jasper/Jaspe             | Kimberly Brooks        | Vânia Alexandre        | Vânia Alexandre        | Teresa Arcanjo         | Teresa Arcanjo         |
| Peridot                  | Shelby Rabara          | Gabriela Medeiros      | Gabriela Medeiros      | Teresa Queirós         | Teresa Queirós         |
| Lápis Lazuli             | Jennifer Paz           | Márcia Morelli         | Analu Pimenta          | Teresa Queirós         | Teresa Queirós         |
| Bismuto                  | Miriam A. Hyman        | Marisa Leal            | Marisa Leal            | Clara Nogueira         | Clara Nogueira         |
| Rubi                     | Charlyne Yi            | Luisa Palomanes        | Luisa Palomanes        | Raquel Rosmaninho      | Raquel Rosmaninho      |
| Safira                   | Erica Luttrell         | Aline Ghezzi           | Aline Ghezzi           | Sissi Martins          | Sissi Martins          |
| Espinela                 | Sarah Stiles           | Vic Brown              | Vic Brown              | Isabel Carvalho        | Isabel Carvalho        |
| Diamante Amarelo         | Patti LuPone           | Rita Lopes             | Rita Lopes             | Ângela Marques         | Ângela Marques         |
| Diamante Azul            | Lisa Hannigan          | Isabela Quadros        | Isabela Quadros        | Flora Miranda          | Flora Miranda          |
| Diamante Branco          | Christine Ebersole     | Priscila Amorim        | Priscila Amorim        | Joana Africano         | Joana Africano         |
| Leão                     | Dee Bradley Baker      | Dee Bradley Baker      | Dee Bradley Baker      | Dee Bradley Baker      | Dee Bradley Baker      |

### Elenco Original

#### Convidado
- Uzo Aduba como Bismuth (“Bismuth Casual”) e Khadijah
- Deedee Magno Hall como Pérola Rosa e Mega Pérola
- Michelle Maryk como Larimar
- Matthew Moy como Lars Barriga
- Kate Micucci como Sadie Miller
- Reagan Gomez-Preston como Jenny Pizza
- Brian Posehn como Creme Azedo/Chantilly
- Mary Elizabeth McGlynn como Priyanka Maheswaran
- Lamar Abrams como Wy-Six, Jaime e Daniel
- Indya Moore como Shep
- Johnny Hawkes como Rodrigo e Biscoito Gatinho/Bicoito de Gato
- Marieve Herington como Jasmine
- Tahani Anderson como Patricia
- Ian Jones-Quartey como Snowflake Obsidian/Obsidiana Floco De Neve
- Natasha Lyonne como Quartzo Fumê/Fumado
- Alastair James como Arco Íris Quartzo 2.0
- Shoniqua Shandai como Pedra do Sol
- Christine Pedi como Ágata Azul
- Della Saba as Água Marinha
- Larissa Gallagher como Bluebird Azurite
- Chris Jai Alex como Drew the Dog e locutor
- Jemaine Clement como Kerry Moonbeam[8]
- Susan Egan como Rose Quartz / Diamante Rosa (arquivo de áudio)

### Elenco Brasileiro

#### Convidado
- Sylvia Salustti como Pérola Rosa/Voleibol e Mega Pérola
- Flávia Fontenelle como Quartzo Fumê e outras Ametistas
- Manolo Rey como Lars Barriga
- Evie Said como Sadie Miller
- Flávia Saddy como Jenny Pizza
- Luiz Sérgio Vieira como Creme Azedo
- Carol Crespo como Shep
- Helena Palomanes como Rubi ("Juntos Para Sempre")
- Andrea Murucci como Dr. Priyanka Maheswaran
- Telma da Costa como Rose Quartz/Diamante Rosa
- João Victor Granja como Arco Iris Quartzo 2.0
- Taís Feijo como Pedra do Sol
- Amanda Manso como Bluebird Azurite
- Yago Machado como Cacto Steven

### Créditos da Dublagem Brasileira
| Steven Universo Futuro      | Steven Universo Futuro                                                                                         |
| --------------------------- | --- |
| Estúdio                     | Delart |
| Mídia                       | Cartoon Network Amazon Prime Video Max                                                                         |
| Direção                     | Carla Pompilio (Episódios 1 a 9)                                                                               |
| Direção                     | Flavia Fontenelle (Episódios 10 a 20)                                                                          |
| Tradução                    | Guilherme Menezes                                                                                              |
| Direção e Adaptação Musical | Félix Ferrà |
| Abertura                    | João Victor Granja, Mariana Féo, Marcia Coutinho e Sylvia Salustti Analu Pimenta, Gabriela Medeiros e Nina Joh |
| Encerramento                | Analu Pimenta                                                                                                  |

## Episódios

### Resumo
Ver Artigo Principal: Lista de episódios de Steven Universo Futuro
| Temporada | Temporada | Episódios | Exibição original     | Exibição original   | Exibição no Brasil     | Exibição no Brasil    | Exibição em Portugal         | Exibição em Portugal         |
| Temporada | Temporada | Episódios | Estreia de temporada  | Final de temporada  | Estreia de temporada   | Final de temporada    | Estreia de temporada         | Final de temporada           |
| --------- | --------- | --------- | --------------------- | ------------------- | ---------------------- | --------------------- | ---------------------------- | ---------------------------- |
|           | 1         | 20        | 7 de dezembro de 2019 | 27 de março de 2020 | 28 de dezembro de 2019 | 4 de dezembro de 2020 | 17 de setembro de 2021 (HBO) | 17 de setembro de 2021 (HBO) |

## Lançamento
Em novembro de 2019 foi lançado o jogo Steven Universe: Unleash The Light que se passa antes dos eventos de Steven Universo: O Filme e o epílogo.

### Anúncios
Antes do anúncio de Future, Rebecca Sugar e a equipe de Steven Universo ficaram em silêncio sobre uma potencial sexta temporada de Steven Universo, deixando os fãs com incerteza sobre o futuro da série, com alguns acreditando que O Filme seria a conclusão da história de Steven; na Comic Con de Nova York em outubro de 2019, Rebecca Sugar confirmou que não haveria sexta temporada de Steven Universo (portanto, confirmando retroativamente o final da 5ª temporada " Change Your Mind " como o final da série), mas anunciou Futuro e compartilhou a abertura do epílogo com o público. Vários meios de comunicação interpretaram erroneamente o anúncio como uma confirmação de uma sexta temporada, com Future como um simples subtítulo.
A premissa oficial do show era: "Depois de salvar o universo, Steven ainda está nisso, amarrando todas as pontas soltas. Mas, à medida que ele fica sem os problemas de outras pessoas para resolver, ele finalmente terá que enfrentar os seus próprios. "
Em 20 de fevereiro de 2020, foi anunciado, os últimos episódios do epílogo e, até então, os episódios finais da Franquia. Foi lançado um teaser com cenas dos últimos dez episódios com data de lançamento para 6 de março de 2020, saindo 2 episódios por semana até 27 de março de 2020 onde seriam lançados os 4 últimos. No mesmo dia a Cartoon Network Brasil também havia anunciado o lançado dos episódios finais no Brasil de 3 a 17 de abril, e seria finalizado em 24 de abril.
Mais tarde, a Cartoon confirmou o adiamento dos episódios no Brasil, por conta da Pandemia de COVID-19 no Brasil e o fechamento temporário do estúdio de dublagem. Em Outubro a Cartoon Network Brasil confirmou o lançamento dos episódios finais de 2 a 4 de dezembro de 2020, sendo finalizado em 4 de dezembro de 2020 com os 4 últimos episódios finais. Em 13 de novembro foi lançado um último trailer dublado confirmando a data dos episódios.

### Transmissão
Steven Universo Futuro estreou simultaneamente no Cartoon Network dos Estados Unidos em 7 de dezembro de 2019 . No Brasil estreou em 28 de dezembro de 2019, data anunciada pela própria Rebecca Sugar na Comic Con Experience 2019.
Já no Reino Unido, estreou na Cartoon Network UK apenas em 23 de dezembro de 2019.
Em Portugal, todos os episódios foram disponibilizados pelo HBO Portugal em 17 de setembro de 2021.

### Lançamento Digital e Doméstico
Em 8 de dezembro de 2020, todos os 20 episódios da série foram lançados no DVD Steven Universe: The Complete Collection, junto com a totalidade da série original e do filme.

## Recepção
Steven Universo Futuro foi aclamado pela crítica. Como a série original e Steven Universo: O Filme, a caracterização, os temas, a animação, a dublagem, a música e a representação LGBT foram amplamente elogiadas; Futuro, em particular, é elogiado por suas novas maneiras de explorar temas previamente desenvolvidos (em particular a dedicação de Steven para resolver os problemas de outros personagens), e sua escolha não convencional de se concentrar nas consequências em menor escala do enredo principal. Revisores apontaram que ele aborda problemas que vários fãs e críticos tiveram com a série original, como sua tendência percebida de resolver os problemas dos personagens de maneiras excessivamente simples e de redimir todos os antagonistas.
Caroline Cao chamou Steven Universe Future de "um conto bonito e confuso de trauma, cura e sobrevivência", afirmando: "Sugar e sua equipe são os maiores maximalistas visuais em animação, levando as imagens a seus extremos mais emocionais e temáticos, particularmente por meio da inventividade da flexível metáfora Fusion - e desvendando revelações difíceis sobre como sobreviver a traumas. " Ela elogiou a exploração da tendência de Steven de ajudar outras pessoas com seus problemas, alegando que “Steven enfrenta a lição recorrente de 'morder mais do que pode mastigar'. Steven quer curar a todos, qualquer coisa, mas fica aquém e até mesmo desencadeia destruição às vezes. À medida que o futuro avança, Steven enfrentará sua própria gestão da nova ordem mundial que criou, e o passado de sua mãe continuará a assombrar seu futuro. Depois, há a questão do mais novo poder de Gema de Steven que se manifesta por meio de sua raiva e inseguranças. Steven Universe Future está a caminho de entregar mensagens duras e relevantes sobre a condição de vítima e a solidariedade de sobrevivência. Há crianças e adultos que precisam de alguém para lhes dizer 'Sinto muito por não acreditar em você'. "
Mary Sue rotulou Steven Universe Future como "fantástico", elogiando "a incrível narrativa" e a "bela" animação. Reuben Baron da CBR elogiou a série por "desafiar a mentalidade salvadora de Steven", afirmando que os primeiros quatro episódios estavam "desenvolvendo uma linha temática clara. Pegando as pontas soltas da série original, está trabalhando para abordar as críticas de Steven como um personagem sem trair o etos essencial da série. " Em sua análise do episódio "Bluebird", Shamus Kelley do Den of Geek afirmou que Future "finalmente abordou uma espécie de reclamação que muitos tinham em relação à série. Por mais que Steven Universo seja sobre o amor ser a resposta e Steven tentando ser amigo de todos, ainda há uma sensação persistente de que é um pouco ... simples. Obviamente o que Steven e as Crystal Gems é incrivelmente desgastante [ sic ], mas o resultado final sendo apenas todos são na maioria amigos? Isso é bastante irrealista [. . . ] Então, o fato de Aquamarine e Eyeball Ruby simplesmente o odiarem? É um reconhecimento, que leva tempo para ser explicitado, que nem todo mundo quer mudar. Nem todo mundo quer aprender a amar e ser amigos ".
Charles Pulliam-Moore, do Gizmodo, elogiou fortemente Steven Universe Future por estabelecer ainda mais o Pink Diamond / Rose Quartz como "o vilão da década", declarando "Quando Steven Universo Future revela exatamente como o voleibol, a Pérola Rosa, teve seu rosto rachado, a série está informando os espectadores sobre os motivos específicos pelos quais os outros Diamantes relutaram em dar a Pink o que ela queria. Não era apenas porque ela era inexperiente, mas sim ela era inexperiente, perigosa e muito capaz de deixar seus poderes correrem soltos de maneiras que prejudicariam ativamente os outros. [. . . ] Você vê como o Not Over ™ Pink basicamente todas as joias ainda são. O legado de Pink é uma tristeza duradoura e aparentemente interminável que as outras joias estão tentando superar. A maioria deles não sente muita má vontade em relação a ela, mas ela ainda os está machucando de maneiras que apenas os mortos e saudades podem. Existem joias como Spinel que têm todos os motivos da galáxia para odiar Pink, mas não é exatamente daí que vêm as pessoas da série. Em vez disso, todos estão em diferentes estágios de luto e nenhum deles pode realmente ter certeza se e quando a dor com a qual estão lidando irá passar. "
A introdução de Shep, um personagem não binário que aparece no episódio "Little Graduation" e é interpretado pelo ator não binário Indya Moore, recebeu atenção de vários veículos. The Mary Sue afirmou que com Future, Steven Universo "continua a ser um dos programas mais maravilhosamente diversificados da televisão. Vimos em 'Little Graduation' um novo personagem humano chamado Shep - que não é binário e dublado por um dublador não binário, Pose 's Indya Moore - casais canonicamente homossexuais, e um deles é de pele morena pessoa!" . / Film afirmou sobre o episódio "Little Graduation": "que maneira excelente de encerrar 2019 empurrando a barra para a representação queer por meio da introdução do adorável Shep [. . . Eles aparecem como o tipo de personagem que ganhou o título de favorito dos fãs. Apesar de conhecer o personagem titular há uma hora, Shep participa do processo esfriando Steven. "
100% das 7 resenhas compiladas pelo site do Rotten Tomatoes são positivas, e a avaliação média é 10/10.

## Prêmios e Indicações
| Ano  | Programa                | Categoria                           | Nomeado(s) | Vencedor ou indicado | Ref.   |
| ---- | ----------------------- | ----------------------------------- | --- | -------------------- | ------ |
| 2020 | Emmy Awards 2020        | Melhor episódio de curta duração    | Rebecca Sugar, Jennifer Pelphrey, Brian A. Miller, Rob Sorcher, Tramm Wigzell, Kat Morris, Alonso Ramirez Ramos, Jackie Buscarino, Lamar Abrams, Miki Brewster, Jack Pendarvis, Kate Tsang, Taneka Stotts, Joe Johnstn, Hilary Florido, Nick DeMayo, Maureen Mlynarczyk e Sarah Gencarelli (por "Fragments") | Indicado             | [ 32 ] |
| 2021 | 32nd GLAAD Media Awards | Melhor Programa Infantil e Familiar | Steven Universo Futuro | Indicado             |        |

## Futuro

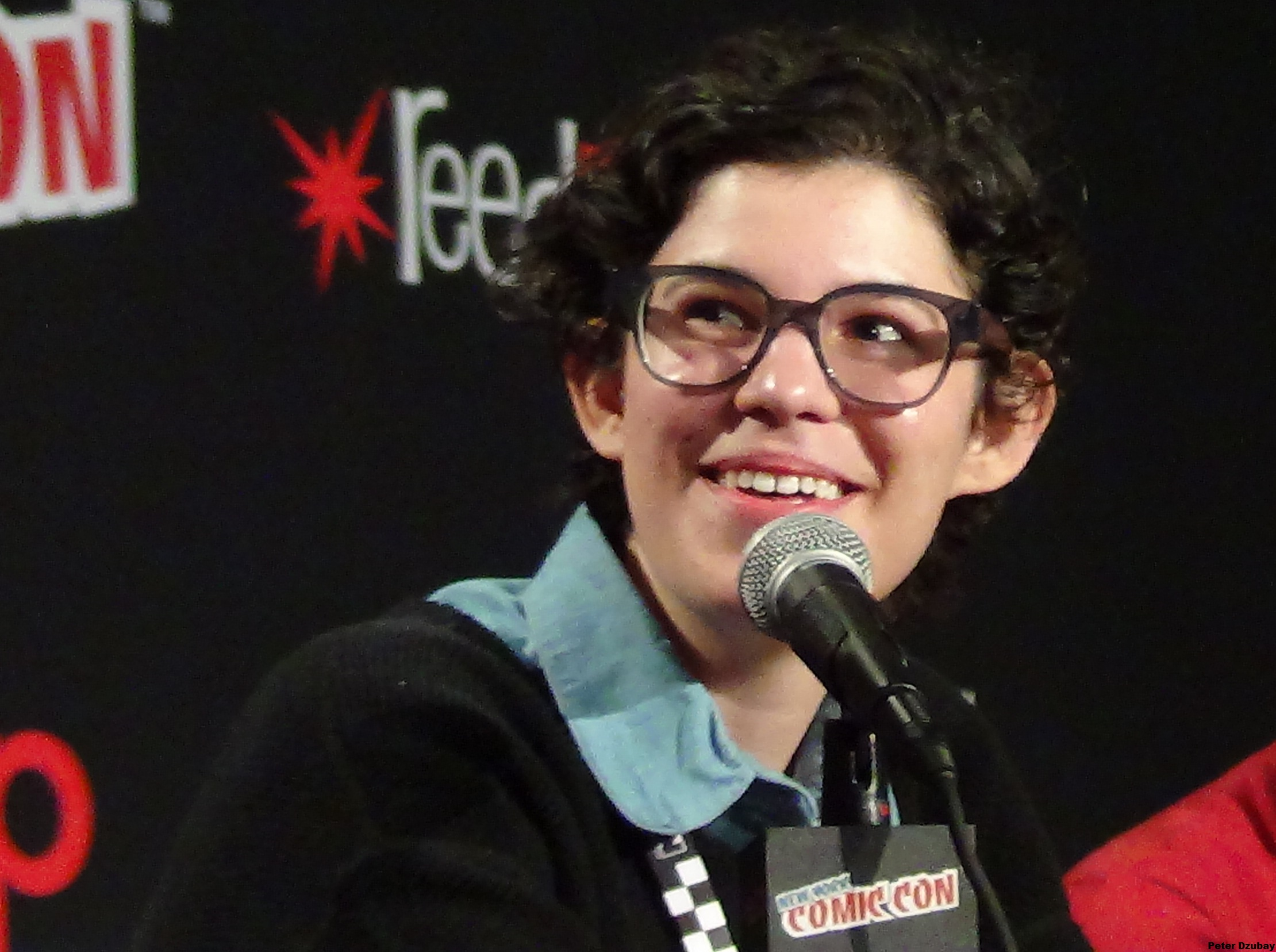
Rebecca Sugar, criadora da Franquia Steven Universe.

Embora Rebecca Sugar tenha confirmado que este é o final da série da franquia e que não há continuação em desenvolvimento, nem qualquer outro projeto em andamento, ela deu a entender que possíveis histórias futuras possam existir: "A história continua fora da tela e eu sei o que acontece a seguir... Mas eu teria que decidir como e quando eu quero me aprofundar nisso, ou se é melhor dar privacidade a eles. "
Sugar disse mais tarde à Fast Company: "Certamente estou interessada em passar mais tempo neste mundo com esses personagens. Mas a coisa sobre Steven Universo, é sobre Steven Universo e eu quero dar a ele tempo para se curar ", [Sugar diz. ] "Também quero dar isso à minha equipe. Portanto, não tenho certeza do que vai acontecer no futuro. Tenho algumas ideias, mas vou demorar um pouco para reavaliar tudo antes de pular nelas. " Quando questionada pela TVLine, Sugar respondeu da mesma forma: "Eu amo esses personagens e este mundo, e tenho teorias sobre os cronogramas que seguem o Futuro. Mas eu quero dar aos personagens algum tempo e alguma privacidade, pelo menos por um tempo. Também preciso de um pouco disso. " 